# Marcel Chauvigné
Pour les articles homonymes, voir Chauvigné (homonymie).
Marcel Chauvigné est un rameur français né le 25 septembre 1911 à Nantes (Loire-Inférieure) et mort dans la même ville le 2 juillet 1972.

## Biographie
En juillet 1935, il est champion de France en quatre sans barreur, avec Cosmat et les frères Vandernotte, à Suresnes pour le CA Nantes. Au mois d'août, à Berlin, il devient vice-champion d'Europe en quatre sans barreur, toujours avec les mêmes partenaires nantais, retrouvant ainsi le rang continental qu'ils avaient occupé en 1934 à Lucerne.
Marcel Chauvigné participe à l'épreuve de quatre avec barreur aux Jeux olympiques d'été de 1936 à Berlin avec comme partenaires Marcel Cosmat, Fernand Vandernotte, Marcel Vandernotte et Noël Vandernotte. Les cinq Français remportent la médaille de bronze.